# Failed States
Failed States is het zesde studioalbum van de Canadese punkband Propagandhi. Het werd op 4 september 2012 uitgegeven door Epitaph Records en was daarmee het eerste album dat de band liet uitgegeven via dit label.

## Nummers
1. "Note to Self" - 5:56
2. "Failed States" - 1:54
3. "Devil's Creek" - 2:32
4. "Rattan Cane" - 3:06
5. "Hadron Collision" - 1:37
6. "Status Update" - 1:05
7. "Cognitive Suicide" - 3:42
8. "Things I Like" - 1:59
9. "Unscripted Moment" - 4:10
10. "Dark Matters" - 3:16
11. "Lotus Gait" - 3:15
12. "Duplicate Keys Icaro (An Interim Report)" - 4:34

### Bonustracks
1. "The Fucking Rich Fuck the Poor" - 1:19
2. "The Days You Hate Yourself" - 1:57
3. "Failed States (Experimental Prototype)" - 1:59

## Band
- Chris Hannah - gitaar, zang
- Jord Samolesky - drums
- Todd Kowalski - basgitaar, zang
- David Guillas - gitaar